# Co jsme komu udělali?
Co jsme komu udělali? (francouzsky Qu'est-ce qu'on a fait au Bon Dieu?) je francouzský film z roku 2014. Režisérem je Philippe de Chauveron, který také napsal společně s Guyem Laurentem scénář.

## Obsah filmu
Hlavním tématem filmu jsou rasismus a smíšená manželství. Příběh popisuje silně věřící katolické provinční rodiče, kteří mají čtyři dcery. Jejich předsudky byly vystaveny tvrdým zkouškám, když se jejich dcery vdaly s muži rozdílných národností a náboženství.
Claude Verneuil, notář a příznivec bývalého prezidenta de Gaulla, a jeho žena Marie jsou katolíci a respektovaní lidé. Mají čtyři dcery: Isabelle, Odile, Ségolène a Laure. Tři z nich se dříve vdaly za Francouze pocházející z přistěhovaleckých rodin různého původu:
- Isabelle, advokátka, si vzala kolegu muslimského vyznání
- Odille, která je zubařka, se provdala za nezaměstnaného podnikatele židovského vyznání
- Ségolène, malířka, našla své štěstí u čínského bankéře

Verneuilovi se snažili usmívat a zakrývat své rasistické pocity před svými zeti, kteří mají sami problémy se svou rasistickou nevraživostí a nevyvarují se vzájemného napadání.
Svou poslední naději vkládají Verneuilovi v nejmladší dceru Laure a zorganizují náhodnou schůzku s bohatým francouzským bankéřem, katolíkem z buržoazní rodiny. Netuší ovšem, že Laure už známost má a chce se vdávat. Když rodičům oznámí, že jejím vyvoleným je Charles (jako Charles de Gaulle) a katolík, odpustí mu i že je herec. Jaké je jejich překvapení, když při prvním setkání zjistí, že jejich budoucí zeť je černoch původem z Pobřeží slonoviny. A když se seznámí s otcem Charlese, bývalým profesionálním vojákem, absolutně netolerantním a zároveň mužem, který nezapomněl na francouzskou kolonizaci v Africe, je to už i na ně moc a začínají podléhat depresi.

## Obsazení
| Christian Clavier | Claude Verneuil                                         |
| Chantal Lauby     | Marie Verneuil                                          |
| Frédérique Belová | Isabelle Verneuil, první dcera Verneuilových, právnička |
| Julia Piaton      | Odile Verneuil, druhá dcera, zubařka                    |
| Émilie Caen       | Ségolène Verneuil, třetí dcera, malířka a umělkyně      |
| Élodie Fontanová  | Laure Verneuil, čtvrtá dcera, právnička v televizi      |
| Medi Sadoun       | Rachid Benassem, manžel Isabelle                        |
| Ary Abittan       | David Benichou, manžel Odile                            |
| Frédéric Chau     | Chao Ling, manžel Ségolène                              |
| Noom Diawara      | Charles Koffi, přítel Laure                             |
| Pascal Nzonzi     | André Koffi, otec Charlese                              |
| Salimata Kamate   | Madeleine Koffi, matka Charlese                         |
| Tatiana Rojo      | Viviane Koffi, sestra Charlese                          |
| Loïc Legendre     | kněz v Chinonu                                          |
| Élie Semoun       | psycholog                                               |
| Nicolas Buchoux   | Xavier Dupuy-Jambard, nápadník Laure                    |